# Första Johannesbrevet
Första Johannesbrevet (grekiska: Ιωάννου α’ eller Ιωάννου επιστολή α’) är en skrift som ingår i Nya testamentets brevlitteratur. Det tillhör, tillsammans med Andra Johannesbrevet, Tredje Johannesbrevet, Jakobsbrevet, Första Petrusbrevet, Andra Petrusbrevet och Judasbrevet, de sju så kallade katolska breven genom att ha en allmän (katolsk) adressat och alltså inte vara riktat till en bestämd person eller församling. Första Johannesbrevet är en anonym skrift. Ingenstans sägs vem författaren är. Inte heller namnges mottagarna, frånsett att brevskrivaren vid ett antal tillfällen kallar dem ”mina barn”. Sedan åtminstone 180-talet har brevet ansetts vara skrivet av Johannes, Sebedaios son, vilken enligt de fyra bibliska evangelierna var en av Jesu tolv lärjungar. Inom den moderna forskningen däremot, anses Första Johannesbrevet oftast ha skrivits av någon inom den johanneiska traditionen, utan att man kan enas om någon speciell kandidat.
Bland annat eftersom brevets terminologi, med exempelvis motsatsparen ljus och mörker, påminner om den i Johannesevangeliet, och eftersom den tidiga kyrkan inte har föreslagit någon annan författare än lärjungen Johannes, menar vissa att samma person som skrev evangeliet också skrev brevet. Det föreligger emellertid en markant skillnad mellan Första Johannesbrevet och Johannesevangeliet vad gäller språket, stilen, framställningssättet, den teologiska begreppsvärlden och de rådande förhållandena, vilket gör det troligt att det rör sig om olika författare. Sannolikt kommer ändå skrifterna från samma teologiska miljö eller församlingsgemenskap. Efesos i Mindre Asien, nuvarande Turkiet, har utpekats som en möjlig plats för brevets tillkomst. Till samma andliga miljö räknas förutom Johannesevangeliet och Första Johannesbrevet, även Andra Johannesbrevet och Tredje Johannesbrevet. De två sistnämnda breven har dock till skillnad från Första Johannesbrevet en tydlig mottagare och en sluthälsning. De flesta forskare menar att Första Johannesbrevet och de två andra Johannesbreven tillkom ungefär samtidigt, omkring 95–100.
Första Johannesbrevet har under lång tid haft en framträdande plats i kyrkan och i det religiösa livet. Mer än någon annan av Nya testamentets skrifter betonar det Guds kärlek till alla människor, medan det begränsar nästankärleken till kretsen av Johanneskristna.

## Brevets adressater
För en mer utförlig genomgång, se Johannesbreven, Innehåll och mottagare
Av brevet kan man utläsa att det i den församlingsgemenskap som författaren riktar sig till har framträtt personer som förkunnar en avvikande lära och att dessa personer verkar ha brutit sig loss ur den gemenskap som brevskrivaren tillhör, delvis på grund av att de har en annan syn på kristologin (1 Joh. 2:16ff). De förefaller ha haft en så kallad doketisk uppfattning om Jesus, det vill säga de ansåg att den jordiske Jesus inte var identisk med den himmelske Kristus (1 Joh. 2:22). Brevskrivaren vänder sig mot denna troligen gnostiska doketism, där dess anhängare sannolikt ansåg att Jesus uppträtt endast i skepnad av en fantom. Författaren kallar avvikarna för ”antikrist”, vilket är den första dokumenterade användningen av denna term, och vidhåller att ”Jesus Kristus har kommit i mänsklig gestalt” (1 Joh. 4:2).
Forskarna är oense om i vilken utsträckning brevet ska betraktas som polemiskt riktat mot de utbrytare och förmenta irrlärare som finns i församlingens närhet och hotar den, och i vilken utsträckning det ska ses som parenetiskt, det vill säga förmanande, med syfte att både trösta brevmottagarna och uppmuntra och stärka dem i deras tro på Jesus som Messias och Guds son för att de därigenom ska försäkra sig om ett evigt liv.

## Brevets uppbyggnad och innehåll

### Komposition och genre

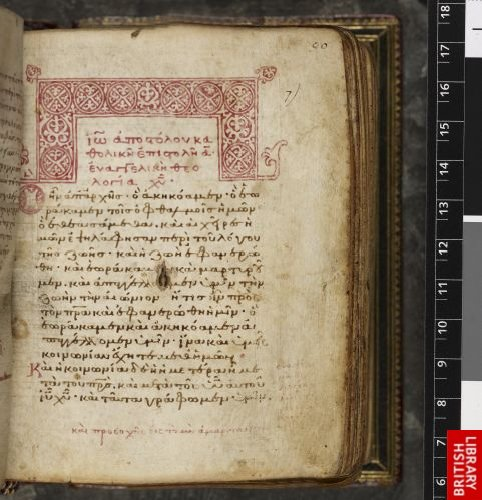
Första Johannesbrevets inledning i Codex Harleianus 5537 från år 1087

Första Johannesbrevet uppbyggnad är komplicerad utan någon tydlig struktur eller skönjbar disposition. Författaren växlar fram och tillbaka mellan två teman: Den rätta tron på Kristus och det nödvändiga sambandet mellan tro och rätt handlande. Därför tenderar forskare också att beskriva brevets struktur på olika sätt, och det finns nästan lika många uppfattningar om den saken som det finns kommentarer till brevet.
Första Johannesbrevet anses som regel mer vara en läroskrift, en meditation, en predikan, en handbok, ett testamente, eller ett förmaningstal, än ett regelrätt brev. Skriften saknar den för brev vanliga inledningshälsningen med välgångsönskan och det finns heller inga hälsningar på slutet. Den skrift i Nya testamentet som mest liknar Första Johannesbrevet vad gäller form är Hebreerbrevet. Birger Olsson menar att om ordet ”skriva” togs bort från brevet skulle det knappast längre kallas för ett brev. Även om skriften saknar en klar struktur, utgör inledningen 1:1–4 och avslutningen 5:13–21 undantag, och de benämns ofta prolog och epilog. Det mellanliggande materialet delas för det mesta upp i tre enheter, men andra föredrar två eller fem. Avsnitten 2:18–27 om de många antikristerna i den sista tiden och 4:1–6 om sanningens eller villfarelsens ande, anses av de allra flesta utgöra självständiga enheter. Förslagen på hur det återstående mer etiska materialet (1 Joh. 1:5–2:17; 2:28–3:24; 4:7–21) ska indelas, varierar mest.

### Innehåll
Brevet inleds med en prolog där författaren utifrån sina erfarenheter ger en grundläggande undervisning om ”livets ord” som ”blev synligt”, och där förkunnelsen utlovar en Gudsgemenskap fylld av glädje och ett evigt liv (1 Joh. 1:1–4). Brevets budskap framförs med hjälp av bildspråk genom motsatsförhållandet mellan att vandra i mörker och att vandra i Guds ljus, och brevskrivaren ger förutsättningarna för den nya Gudsgemenskapen (1 Joh. 1:5–2:2). Han talar om ett förnyat förbund med Gud, där Guds kärlek når sin fullhet hos dem som följer hans bud, särskilt det om att älska sin broder (1 Joh. 2:3–11). Därefter följer såväl tröst som förmaningar, och en enträgen bön om att inte älska denna värld eller det som finns i den (1 Joh. 2:12–17).
Författaren talar om splittringen av den nya gemenskapen och särskiljer sina läsare, vilka alla känner sanningen, från de antikrister som har lämnat församlingen (1 Joh. 2:18–27). Läsarna uppmanas att sätta sitt hopp till Jesu ankomst, och en klar åtskillnad görs mellan Guds barn och djävulens barn (1 Joh. 2:28–3:10). 
Mottagarna uppmanas också att älska varandra, och en skiljelinje dras mellan dem som hatar sina medtroende bröder och dem som har Guds kärlek inom sig. Läsarna anmodas att pröva varje förkunnare och identifiera dem som menar att Jesus inte kom i köttet som falska profeter som inte är av Gud (1 Joh. 4:1–6). Författaren återgår därefter till sitt huvudbudskap, att kärleken är upphovet till och tecknet på ett äkta förhållande med Gud, som är kärlek (1 Joh. 4:7–21). Tron och kärleken är kärnan i det nya förbundets bud, och brevskrivaren betonar att den segerrika tron godtar olika vittnesbörd om Jesus och leder till ett evigt liv som levs i honom (1 Joh. 5:1–12).
I epilogen (5:13–21) uppmanar författaren läsarna att frimodigt be för andra, varefter denne tillkännager att Jesus är den sanne guden och det eviga livet och utfärdar en slutlig varning om att man ska vara på sin vakt mot avgudar.

### Budskap
Jesu mänskliga natur. Författaren vänder sig mot dem som menar att Jesu liv, lidande och död blott var skenbara företeelser och sätter fokus på människan Jesus. Prologens ”från begynnelsen” (1 Joh 1) påminner om Johannesevangeliets öppningsord, men emedan evangeliets ”i begynnelsen” åsyftar tidens början i samband med skapelsen, åsyftar begynnelsen i brevet början på Jesu liv och verksamhet på jorden – den Jesus som ”vi har skådat och har tagit på med våra händer” (1 Joh 1). Endast de andar som erkänner att Jesus har kommit i köttet (i mänsklig gestalt) sägs vara från Gud (1 Joh 4:2–3).
Försoningen och frälsningen. I brevet poängteras att Gud sänt Jesus som ”försoningsoffer för våra synder” (1 Joh 4:10), att ”Jesus gav sitt liv för oss” (1 Joh 3:16) och ”är det offer som sonar” hela världens synder (1 Joh 2:2). Frälsningen har möjliggjorts genom Jesus försoningsoffer. Genom att tro och ta emot sonen (1 Joh 5:10–13) är man född av Gud (1 Joh 5:1), blir Guds barn (1 Joh 3:1–2) och får evigt liv (1 Joh 2:25).
Synden. Syndens upphov sägs vara djävulen (1 Joh 3:8). Syndföreställningen i Första Johannesbrevet är dock komplicerad med hänvisningar till icke definierade dödssynder, där bröderna uppmanas att be för och ge sina liv åt de bröder som begår synder som inte är dödssynder, men att det också finns synder som leder till döden (1 Joh 5:16–17). Teologer har under lång tid försökt tolka vad författaren avser med synden och de paradoxer som brevet till synes innehåller. Å ena sidan sägs att den som är född av Gud och förblir i honom inte syndar (1 Joh 3:6, 9), å andra sidan att vi bedrar oss själva och gör Gud till lögnare om vi säger att vi inte har syndat (1 Joh 1:8, 10). Likaledes sägs å ena sidan att de som syndar inte känner Gud och är djävulens barn (1 Joh 3:6, 8) och å andra sidan att synden är del av de kristnas tillvaro och kristna uppmanas att bekänna sina synder (1 Joh 1:9). De till synes motstridiga uppgifterna kan utgöra motsättningen mellan syndens verklighet och syndfrihetens ideal.
Kärleken. Författaren skriver att Gud begär att vi skall tro på Jesu Kristi namn och älska varandra, och sex gånger uppmanas brevets mottagare att ”älska varandra” (1 Joh. 3:11, 14, 23; 4:7, 11, 12). Denna kärlek kan sägas innebära åtminstone tre saker: 1) Människor älskar varandra när de håller Guds bud (1 Joh 5:2–3). Genom att följa Guds bud tillämpar man kärleken, vilket är orsaken till att det nya budet om att älska varandra egentligen är ett gammalt bud (1 Joh 2:7). 2) Människor älskar varandra när de efterliknar Gud (1 Joh 4:9–11) och när de efterliknar Jesus genom att ge sina liv för sina medbröder (1 Joh 3:16) och leva så som Jesus levde (1 Joh 2:6). 3) Människor älskar varandra när de använder sina materiella tillgångar till att hjälpa bröder i nöd (1 Joh 3:17). Utöver detta poängteras i brevet att grunden till att älska varandra har sitt ursprung i Gud, som är kärlek (1 Joh 4:8, 16) och som är den som tagit initiativet till denna kärlek (1 Joh 4:10, 19). Samtidigt talas aldrig om kärleken till ens nästa eller ens fiende. Uppmaningen om att älska varandra avser endast kärleken till de Johanneskristna bröderna och systrarna inom församlingen.

## Författare och bakgrund
För en mer utförlig genomgång, se Johannesbreven, Författare och bakgrund
Första Johannesbrevet är anonymt och det hade från början heller inte namnet Johannes kopplat till sig. Den kristna traditionen menar att Jesu lärjunge Johannes, Sebedaios son har skrivit såväl Johannesevangeliet som Johannesbreven och Johannes uppenbarelse. Biskop Irenaeus av Lyon omkring år 180 är den förste att hävda att Första och Andra Johannesbreven skrevs av denne Johannes. Men få av dagens bibelforskare anser att så är fallet. I stället förekommer många alternativa förslag på vem som kan ha skrivit böckerna. Den klart dominerande uppfattningen är att den person som skrev Andra Johannesbrevet också skrev Tredje Johannesbrevet, och därmed troligen också Första Johannesbrevet. Även om vissa forskare är av uppfattningen att breven skrevs av lärjungen Johannes, brukar de flesta anta att de skrevs av någon annan inom den johanneiska församlingen, möjligen av någon redaktör av Johannesevangeliet eller av någon okänd församlingsäldste. En kandidat till att ha skrivit de mindre breven, Andra och Tredje Johannesbreven, och i så fall troligen också Första Johannesbrevet, är en viss presbyter Johannes från Mindre Asien som omnämns av Papias omkring år 130. Detta förblir dock en spekulation och en gissning då inga bevis föreligger.

### Bevittnande
Det första relativt, dock inte absolut, säkra bevittnandet av brevet sker i ett brev skrivet av Polykarpos av Smyrna omkring år 140 till de kristna i Filippi. Han skriver: ”Ty var och en som inte bekänner att Jesus Kristus har kommit i kött är en antikrist.” Detta påminner om Första Johannesbrevet 4:2–3: ”varje ande som erkänner att Jesus Kristus har kommit i mänsklig gestalt [ἐν σαρκὶ: i kött] är från Gud, men den ande som förnekar Jesus är inte från Gud. Det är Antikrists ande …”, och det, tillsammans med andra formuleringar hos Polykarpos som exempelvis ”är av djävulen”, talar starkt för att han hade tillgång till brevet. De första absolut säkra citaten ur brevet återfinns hos biskop Irenaeus av Lyon cirka år 180.

### Textläget
Texten i Första Johannesbrevet är välbevarad, och den är bra bevittnad i de bevarande handskrifterna. Den äldsta bevarade texten innehållande delar av Första Johannesbrevet är {\displaystyle {\mathfrak {P}}}9 från mitten av 200-talet. Andra viktiga textvittnen innefattar de stora 300-talskodexarna Codex Sinaiticus och Codex Vaticanus, och 400-talskodexarna Codex Alexandrinus och Codex Ephraemi Rescriptus, samt {\displaystyle {\mathfrak {P}}}74 från 600-talet.

#### Comma Johanneum
Dock är bevittnandet av Treenigheten i 5:7–8 en interpolation. I äldre svenska bibelöversättningar fram till före 1917 års bibel fanns efter ”Det är tre som vittnar”, ett tillägg som inom forskningen brukar benämnas Comma Johanneum (det johanneiska inskottet). I modern språkdräkt lyder detta tillägg: ”i himlen: Fadern, Ordet och den Helige Ande. Och dessa tre är samstämmiga. Och tre är de som vittnar på jorden.” Versen brukade markeras med fet stil och ansågs vara extra viktig eftersom den gav ett så tydligt vittnesbörd om Treenigheten. Detta saknas emellertid i de äldsta handskrifterna och första gången det dyker upp är i sena utgåvor av Vulgata och i några få mycket sena grekiska handskrifter. Det rör sig sannolikt om en notering i marginalen i någon handskrift som kommit att medtagas i någon latinsk översättning och därifrån har letat sig in i ett antal sena grekiska handskrifter. Orden förekommer i Textus Receptus och de få moderna översättningar som grundar sig på den texten har fortfarande med dessa textrader.
Vissa anser att brevets avslutning (1 Joh. 5:14–21) ger intrycket av att vara ett appendix och menar att det därför kan ha tillfogats senare. I så fall skulle brevet ursprungligen ha avslutats med vers 5:13: ”Detta skriver jag till er som tror på Guds sons namn, för att ni skall veta att ni har evigt liv."

## Datering
För en mer utförlig genomgång, se Johannesbreven, Datering
De allra flesta forskare antar att de tre Johannesbreven skrevs ungefär samtidigt. Brevens datering är till stor del avhängig dateringen av Johannesevangeliet, eftersom majoritetsuppfattningen är att merparten av Johannesevangeliet, eller kanske till och med den slutliga utgåvan, skrevs strax innan Johannesbreven tillkom. Eftersom Johannesevangeliet dateras till omkring eller strax före år 100 förläggs också breven, och därmed Första Johannesbrevet, normalt till omkring år 100. Det dateras följaktligen till ungefär 95–100.